# Claranet

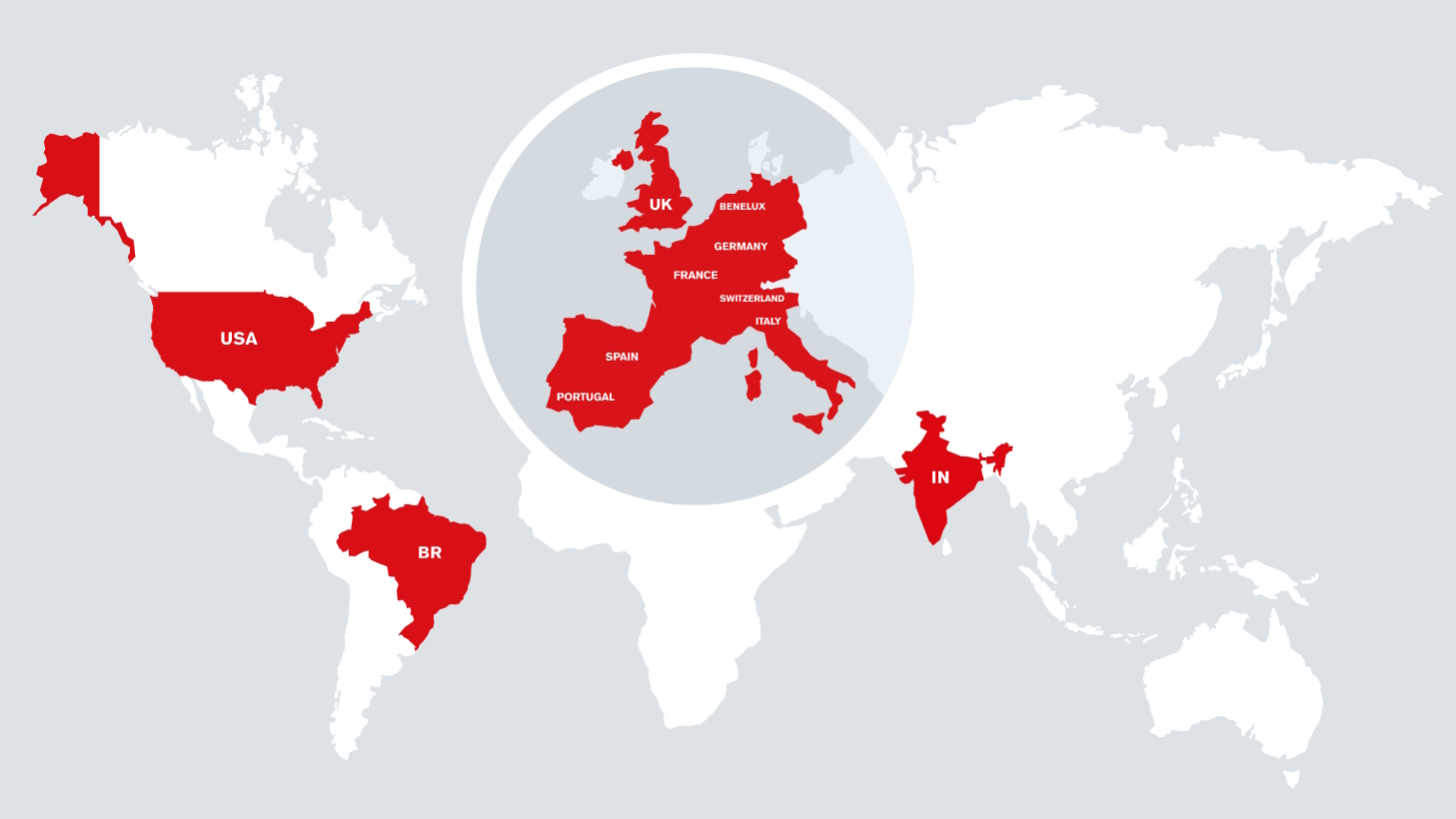
Rete Claranet nel 2023

Claranet è un'azienda informatica inglese che fornisce servizi di rete, hosting e applicazioni gestite, con sedi in Regno Unito, Francia, Germania, Paesi Bassi (Benelux), Portogallo, Spagna, Italia, Brasile, Svizzera e India.

## Storia
Charles Nasser ha fondato l'ISP nel 1996 e nel 1999 contava 150.000 abbonati.
Claranet è cresciuta attraverso una serie di acquisizioni, tra cui Netscalibur nel 2003, tramite net.works uk nel 2004 e nel 2005 Amen Group, tramite net.works Europe e Artful. Nel 2012 Claranet ha acquisito Star Technology.
L'azienda ha un fatturato annuo di circa 375 milioni di sterline, oltre 6.500 clienti e oltre 2.200 dipendenti. A valuta costante, i ricavi sono aumentati di quattro volte in meno di cinque anni. Claranet è stata riconosciuta come "Leader" nel Magic Quadrant di Gartner per Managed Hybrid Cloud Hosting, Europe (2016) per il quarto anno consecutivo e detiene lo status di Premier Partner con Amazon Web Services e Google Cloud.
Nel 2017, Claranet ha acquisito la società francese Oxalide e ITEN Solutions.
Il 5 luglio 2018, Claranet ha acquisito NotSoSecure.